# Moritz Schade
Moritz Cedric Schade (* 10. Januar 1996 in Offenburg) ist ein deutscher Handballspieler.

## Karriere
Moritz Schade kam mit drei Jahren zum Handball und spielte als Jugendspieler zunächst für den TuS Schutterwald. Nach einer Initiativbewerbung bei Bob Hanning, dem Geschäftsführer der Füchse Berlin bekam er die Chance, bei den Füchsen Berlin zu spielen und wechselte auf das Internat in der Hauptstadt. In seiner Zeit als Jugendspieler bei den Füchsen Berlin gewann er drei Deutsche Meistertitel sowie die Schulweltmeisterschaft in Trabzon/Türkei. Sein Profi-Debüt gab er im März 2015 im EHF Europa Pokal gegen den FC Porto. Mit den Füchsen Berlin gewann er in der Saison 2014/15 diesen Wettbewerb. In der Saison 2016/17 lief er für den Dessau-Roßlauer HV auf. Im August 2016 wurde er mit der Junioren-Nationalmannschaft Vize-Europameister in Kolding/Dänemark. Ab der Saison 2017/18 stand er beim TuS N-Lübbecke unter Vertrag. Im Sommer 2020 wechselte er zu Eintracht Hildesheim.